# Adieu tristesse
Albums de Arthur H
Négresse Blanche
(2003) Show Time
(2006)
Adieu tristesse est le dixième opus d'Arthur H. Réalisé à Montréal par Jean Massicotte, et co-arrangé avec Nicolas Repac, l'album comprend des duos avec Feist, Jacques Higelin, son père, et M - avec ce dernier remporte la Victoire de la musique du vidéo-clip de l'année.

## Liste des pièces
| No  | Titre                                            | Durée |
| --- | ------------------------------------------------ | ----- |
| 1.  | Adieu tristesse                                  | 4:20  |
| 2.  | La Chanson de Satie (duo avec Feist)             | 3:47  |
| 3.  | Le Chercheur d'or                                | 5:06  |
| 4.  | La Fille de l'Est                                | 4:22  |
| 5.  | The Lady of Shanghai                             | 5:35  |
| 6.  | Est-ce que tu aimes ? (duo avec M)               | 3:32  |
| 7.  | L'Amoureux                                       | 1:22  |
| 8.  | Ma sorcière bleue                                | 2:42  |
| 9.  | Le Baiser de la Lune                             | 3:31  |
| 10. | Le danseur                                       | 4:20  |
| 11. | Ma dernière nuit à New York City                 | 4:50  |
| 12. | Le Destin du voyageur (duo avec Jacques Higelin) | 3:17  |
| 13. | Confessions nocturnes                            | 4:52  |